# فريق أيفولوشن
 أيفولوشن  أو التطور وهو أحد فرق المصارعة الذي صارع في أتحاد الدبليو دبليو اي منذ عام 2003 وهو مكون من القائد تريبل اتش وريك فلير وباتيستا وراندي أورتن.
تربيل اتش هو قائد ومؤسس الفريق

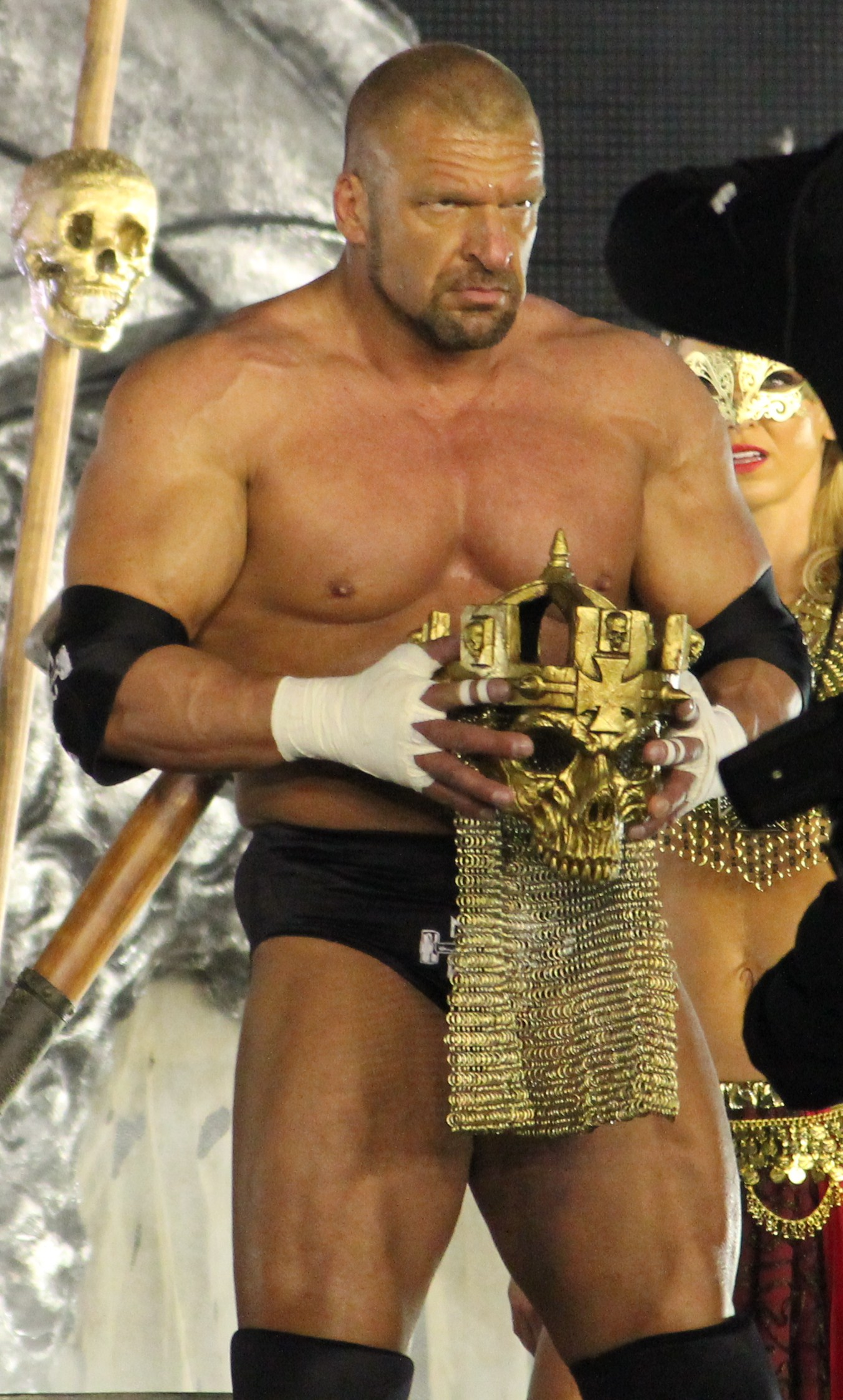
تربيل اتش,قائد أيفولوشن.

ريك فلير هو مساعد تربيل اتش وثاني أعضاء الفريق وهو أكثرهم خبرة
راندي أورتن وباتيستا وهما بقية أعضاء الفريق وهو واحد من أقوى الفرق في تاريخ المصارعة

## أعضاء الفريق
| العضو            | من            | إلى           |
| ---------------- | ------------- | ------------- |
| تريبل اتش القائد | 20 يناير 2003 | 2 يونيو 2014  |
| ريك فلير         | 20 يناير 2003 | 25 يونيو 2005 |
| باتيستا          | 20 يناير 2003 | 2 يونيو 2014  |
| راندي أورتن      | 20 يناير 2003 | 2 يونيو 2014  |

## تاريخه

### تشكيل الفريق
بأنفورجيفن 2002, دافع تربل إتش عن لقبه بطولة العالم للوزن الثقيل (دبليو دبليو إي) ضد روب فان دام، الذي كاد يحصل على اللقب، لكن ريك فلير تدخل وضرب فان دام، مما ساعد إتش في الحفاظ على لقبه، واتخذ فلير كمدرب له، ثم انضم ديف باتيستا إلى راو، وجعل فلير مدربا له كذلك، وبدأ إتش عداوة معسكوت ستاينر، فتدخل باتيستا وراندي أورتن لمساعدته، وفي 20 يناير 2003 تأسس الفريق، وفي 3 فبراير سمي بفريق أيفولوشن (التطور), لأن كل عضو من الفريق كان يمثل فترة زمنية معينة’ فلير الماضي، إتش الحاضر، أورتن وباتيستا المستقبل، أصيب أورتن في مباراة، لكنه عاد لمساعدة إتش في عداوته مع بيل غولدبيرغ.
ّ*راندي أورتن، بعد عودته من الإصابة في ماي 2003, أصبح "The Legend Killer" (قاتل الأساطير), بعد أن تغلب على أساطير مثل مايك فولي وهارلي رايس، مما ساعده على أن يصبح مستقبل دبليو دبليو إي.
- ديف باتيستا، أو "The Animal", لقب بذلك بسبب قوته وبنية جسمه الرائعة، مما أهله ليصبح المستقبل أيضا.
- راندي اورتن، " The viber" هو العضو الأخير في الفريق لقب بالأفعى لخبثة ودهائه ومعرفة متي يلدغ الخصم
- ريك فلير،"The Nature Boy", يعتبر من أهم أعمدة الفريق بسبب أفكاره وخططه المهمة، وهو يمثل الماضي.
- تربل إتش، "The Game", العضو الذي يمثل الحاضر، هو الأقوى والأذكى في الفريق ونافس العديد من المصارعين الأقوياء.
- في أرماجيدون 2003, سيطرت العصابة على دبليو دبليو إي، فقد فاز باتيستا وفلير ببطولة العالم للفرق الثنائية (دبليو دبليو إي) ضد دودلي بويز، أما أورتن فقد فاز ببطولة القارات (دابليو دابليو اي) ضد روب فان دام، وإتش فاز ببطولة العالم للوزن الثقيل (دبليو دبليو إي) ضد كل من كين وبيل غولدبيرغ بمساعدة أورتن وباتيستا.

## العداوات المختلفة
خسر إتش لقبه أمام كريس بنوا في راسلمينيا في مباراة تهديد ثلاثي ضمت أيضا شون مايكلز، وبعد مدة، شكل بنوا فريقا مع إيدج وفازوا ببطولة الزوجي من باتيستا وريك فلير، ودخل أوجين كعضو شرف في أيفولوشن، أما إتش فحاول استعادة لقبه في فينجينس وفشل في ذلك، وفي نفس الليلة فاز إيدج على أورتن وأخذ لقب القارات منه، وبذلك أغذ إيدج وبنوا كل ألقاب أيفولوشن.
- حصل إتش على فرصة لاستعادة لقبه من بنوا في راو 26 جويلية 2004, وفي تلك الليلة تواجه أورتن وإيدج وكريس جيريكو على مركز المنافس الأول على اللقب، وفاز أورتن، وفي سمر سلام واجه إتش أوجين، وواجه أورتن بنوا على بطولة العالم، أما باتيستا فقد واجه جيريكو وإيدج في مباراة تهديد ثلاثي على لقب القارات، وفاز أورتن وحصل على اللقب، وأصبح أصغر مصارع يحصل عليه (24سنة).

## العداوة بين الأعضاء
- في الليلة التالية، راو 16 أوت، انفصل أورتن عن العصابة، وساعد باتيستا وفلير إتش في أخذ اللقب من أورتن في أنفورجيفين، وفي سرفايفر سيريس، فاز إتش وباتيستا وجين سنيسكي وإيدج على مافين وجيريكو وبنوا وأورتن في مباراة للسيطرة على راو،(كل عضو من الفريق الفائز يدير راو لأسبوع), وفي الأسبوع الأول الذي أداره إتش عرض على مافين فرصة الانضمام إلى فريقه لكنه رفض، وفي الأشهر التالية، بدأت علاقة باتيستا وإتش تتدهور، وخسر باتيستا مباراة ضد بنوا وخرج من العصابة، وتواجه باتيستا ضد إتش ضد أورتن ضد إيدج ضد جيريكو ضد بنوا في مباراة إليمينيشن شامبر بنيو يير ريفولوشون وفاز إتش.

## الانفصال التام
فاز باتيستا برويال رومبل2005 وواجه إتش في راسلمينيا 21 وتغلب عليه وأصبح البطل، وانفصل فلير عن إتش وبهذا انتهى الفريق.

## عودة أيفولوشن 2014
دخل إتش وباتيستا وأورتن باسم وأغنية أيفولوشن وهاجموا فريق الدرع (كلاب العدالة) في مباراتهم، أقيمت مباراة بين الفريقين وخسر أيفولوشن في إكستريم رولز وخسروا مرة أخرى في بايباك.

## روابط خارجية
- فريق أيفولوشن على موقع عالم المصارعة على الإنترنت (الإنجليزية)
- فريق أيفولوشن على موقع عالم المصارعة على الإنترنت (الإنجليزية)